# Karl Schmidt-Römer
Karl Schmidt-Römer, gebürtig Karl Schmidt, ab 1950 Karl Schmidt-Rux (* 8. Januar 1905 in Danzig-Langfuhr; † 1977), war ein deutscher politischer Funktionär (NSDAP) und Rechtsanwalt.

## Leben und Tätigkeit
Nach dem Schulbesuch studierte Schmidt Rechtswissenschaften. Er schloss seine Ausbildung 1930 mit der Promotion zum Dr. jur. ab. Nach seiner Verehelichung ergänzte er seinen Nachnamen um den Nachnamen seiner Ehefrau zu dem Doppelnamen Schmidt-Römer. Im Anschluss an seine Ausbildung war er in der Finanzverwaltung der Stadt Danzig tätig, in der er schließlich den Rang eines Oberregierungsrates erreichte.
Zum 1. April 1933 trat Schmidt-Römer in die NSDAP ein (Mitgliedsnummer 1.821.616). Zu dieser Zeit war er Sachbearbeiter für Finanzangelegenheiten in der Gauamtsleitung der Nationalsozialistischen Volkswohlfahrt. In der Sturmabteilung (SA) brachte er es bis zum „Obersturmführer zur besonderen Verwendung der Obersten SA-Führung“.
Ab 1940 war Schmidt-Römer in der Parteikanzlei der NSDAP, dem von Martin Bormann geführten zentralen Lenkungsinstrument zur Steuerung des Parteiapparates, tätig. Zum 21. Februar 1942 erhielt er in dieser den Rang eines Reichsamtsleiters im Führerkorps der NSDAP. Seine Hauptaufgabe bestand in der Beratung Bormanns in staatsrechtlichen Fragen. Bei Kriegsende leitete er das Amt II N (Nachrichtenwesen) in der Parteikanzlei. Zuvor war er als Oberregierungsrat und Bereichsleiter/Reichsamtsleiter Stellvertreter des Leiters der Amtsgruppe III D Krüger: (Kirche, Schule, Hochschule, Jugendführer des Deutschen Reichs, Propagandaministerium, Feiergestaltung, Kriegshinterbliebenenversorgung) und Leiter der Hauptabteilung III D 3 (Finanz- und Vermögensangelegenheiten der Kirchen, einschließlich der Kirchensachen des Reichsfinanzministeriums; Kirche und Wirtschaft).
Insbesondere in der letzten Kriegsphase gehörte Schmidt-Römer zu den engsten Mitarbeitern Bormanns. So wird er auf den wenigen erhalten gebliebenen Seiten von Bormanns Notizbuch für die Zeit vom 18. Februar bis 12. April 1945 allein fünfmal erwähnt. Werner Holtfort gab sogar an, er habe erfahren, dass Schmidt-Römer als "graue Eminenz" Bormanns gegolten habe.
In den 1970er Jahren nach Schmidt-Römer befragt, erinnerte sich Bormanns Adjutant Heinrich Heim, dieser sei "ein wendiger und versierter Mann" gewesen, der "das Herz auf dem rechten Flecken hatte", denn: "Sonst wäre er nie Berater des Reichsleiters geworden." Und Gerhard Klopfer wusste, dass Schmidt-Römer "genauso wie ich fast täglich bei Bormann" gewesen sei.

### Nachkriegszeit
Nach dem Zweiten Weltkrieg tauchte Schmidt-Römer ab. Ende der 1940er Jahre arbeitete er unter dem unauffälligen Namen Karl Schmidt in einem niedersächsischen Steinbruch.
1950 änderte Schmidt/Schmidt-Römer – inzwischen von seiner Frau geschieden – seinen Namen in Schmidt-Rux, wobei es sich bei dem Namensbestandteil Rux um den Mädchennamen einer Großmutter handelte (Namensänderungsurkunde des Regierungspräsidenten Hannover vom 29. April 1950). Zu dieser Zeit begann er eine neue Karriere als Helfer in Steuersachen. Zu Schmidt-Rux’ Klienten gehörte u. a. die Provinzzeitung Wunstorfer Zeitung. Als er seine Wiederzulassung als Anwalt beantragte, verschwieg Schmidt-Rux seine Tätigkeit in der Parteikanzlei der NSDAP und behauptete stattdessen, während des Krieges immer noch in der Danziger Finanzverwaltung tätig gewesen zu sein.
In Hannover lernte Schmidt-Rux 1953 die Hannoveraner Verlegerin Luise Madsack kennen, die nach dem Tod ihres Mannes zur Besitzerin eines der größten Presseverlage im norddeutschen Raum geworden war. Madsack machte Schmidt-Rux schließlich zu ihrem Chefjuristen und ihren persönlichen Unterhändler. In dieser Stellung arbeiteten beide mehr als zwei Jahrzehnte eng zusammen.
Als Vertreter Madsacks wurde Schmidt-Römer u. a. Aufsichtsratsvorsitzender der Stuttgarter Zeitung und Aufsichtsratsmitglied der Zeitung Münchner Merkur. Des Weiteren kaufte er für die Verlegerin das Göttinger Tageblatt, als dieses 1974 kurz vor dem Zusammenbruch stand, und vermittelte zu dieser Zeit der SPD einen dreißigprozentigen Anteil am Madsack-Konzern, die SPD stieg damals mit 23 Millionen DM in die eigentlich CDU-nahe Hannoversche Allgemeine Zeitung ein. Zudem wurde er Präsident der Steuerberaterkammer.
Durch die enge Zusammenarbeit mit Madsack und anderen hochkarätigen Klienten entwickelte Schmidt-Römer sich zu einem der namhaftesten und einflussreichsten Anwälte im Hannover der 1950er bis 1970er Jahre sowie überhaupt zu einem der mächtigsten Männer in Hannover, ein Ruf, der sich u. a. darin niederschlug, dass er in Juristenkreisen der Stadt als „graue Eminenz mit Schmissen“ bekannt wurde.

### Bekanntwerden von Schmidt-Rux’ Vergangenheit
Anfang 1975 vermerkte der Spiegel in seiner Rubrik Personalien kurz auf Schmidt-Rux’ – der als „Stifter der Fusion zwischen der bürgerlichen Hannoverschen Allgemeinen und der sozialdemokratischen Hannoverschen Presse“ vorgestellt wurde – Vergangenheit hin und insbesondere darauf, dass Schmidt-Rux als Schmidt-Römer häufig in der kurz zuvor erfolgten Veröffentlichung der „letzten Notizen von Martin Bormann“ auftauche. An gleicher Stelle hielt das Magazin fest, dass Schmidt-Rux betone, Bormann nur gekannt zu haben, „wie man seinen Chef halt kennt“, und dass er seine NSDAP-Mitgliedschaft bestreite und behaupte, nur eine ganz untergeordnete Position in der Finanzverwaltung bekleidet zu haben.
1975 kam die Vergangenheit Schmidt-Rux’ als Schmidt-Römer durch einen Bericht in der Zeitschrift Stern ans Licht, die bei Recherchen zu seiner Person seine Parteiakten entdeckt hatte: Zuvor hatte der Rechtsanwalt von Schmidt-Rux, Josef Augstein – ein Bruder des Spiegel-Herausgebers Rudolf Augstein –, der Redaktion der Zeitung mit juristischen Schritten gedroht, wenn sie ihre Veröffentlichungspläne umsetzen würde. Insbesondere beharrte Augstein darauf, dass Schmidt-Rux nur einfaches Parteimitglied gewesen sei, aber niemals ein Amt in der Parteihierarchie innegehabt habe.
Anträge von Schmidt-Rux gegen den Stern wurden vom Landgericht und Oberlandesgericht in Hamburg als „irreführend und unrichtige Tatsachenbehauptungen“ abgelehnt.
Auch die als erzkonservativ geltenden Juristenkreise Hannovers stellten sich schützend vor Schmidt-Rux: Der Anwalt und Landtagsabgeordnete Werner Holtfort beantragte ein Ehrengerichtsverfahren gegen Schmidt-Rux vor der Anwaltskammer Celle, was er damit begründete, dass Schmidt-Rux sich 1950 die Zulassung als Anwalt unter Vorspiegelung falscher Tatsachen (konkret die Verschweigung seiner Funktion im NS-Parteiapparat, die anzugeben eigentlich nach den einschlägigen Bestimmungen obligatorisch gewesen wäre) erschlichen habe, so dass seine Zulassung als Rechtsanwalts unter Annahme falscher Voraussetzungen erfolgt sei.
In der Abstimmung über die Einleitung des Ehrengerichtsverfahrens der Anwaltskammer ergab sich ein Ergebnis von 8 zu 8 Stimmen für und gegen diesen Schritt, wobei die Nein-Stimme des Kammervorsitzenden Behrens – der selbst einst NSDAP-Ortsgruppenleiter in Celle gewesen war – den Ausschlag gegen die Einleitung eines Verfahrens gab. Stattdessen wurde Holtfort Ziel von Anfeindungen durch die Anwaltschaft. So warf man ihm vor, keine Achtung vor dem anderen zu haben, sowie „Profilierungssucht“ und Unruhestifterei.
Während deutsche Zeitungen, mit Ausnahme des Sterns und der Frankfurter Rundschau, die Affäre Schmidt-Rux/Schmidt-Römer verschwiegen, wurde diese im Ausland aufmerksam quittiert: So informierten der französische Figaro und die britische Daily Mail ihre Leser über den Vorgang. Letztere schrieb, dass „der Skandal [...] charakteristisch für einen Berufsstand“ sei, „der in Westdeutschland noch immer mit alten Nazis durchsetzt“ sei.

## Schriften
- Die persönliche Rechtsstellung der Konsuln in Deutschland und Danzig, Kafemann, Danzig 1930. (Dissertation Marburg 1930; als Karl Schmidt veröffentlicht)